# Mágor-puszta
Mágor-puszta (másik, ismertebb nevén Vésztő-Mágor) a Körös–Maros Nemzeti Park egyik védett területe Vésztőtől hat kilométerre nyugatra, Szeghalom irányában, a Kis-Sárrét nyugati peremén. A Sebes-Körös holtága fogja közre. Területe 947 hektár, kísérő nélkül is látogatható. Élővilága mellett látványossága az itt felnyitott és múzeummá alakított, nemzetközileg is ritka leleteket rejtő újkőkori kunhalom.
A Mágor-domb és 13 hektáros környezete 1978-ban került kettős (régészeti és természetvédelmi) védelem alá.

## Felszíne, élővilága
Mágor-puszta a folyószabályozás előtt a Sebes-Körös ártere volt, amelynek nyomait ma is őrzi (lösz gyepek, bárányparéjos vakszikesek, holtágmedrek, nedves rétek, ligeterdők). A holtágban tömegesen nő az európai vörös könyves sulyom, a szikes, gyepes területeken az erdélyi útifű és a réti őszi rózsa.
Védett növényei közt van az endemikus erdélyi útifű (Plantago schwarzenbergiana), a nyúlánk sárma (Ornithogalum pyramidale), és a réti őszirózsa (Aster sedifolius).

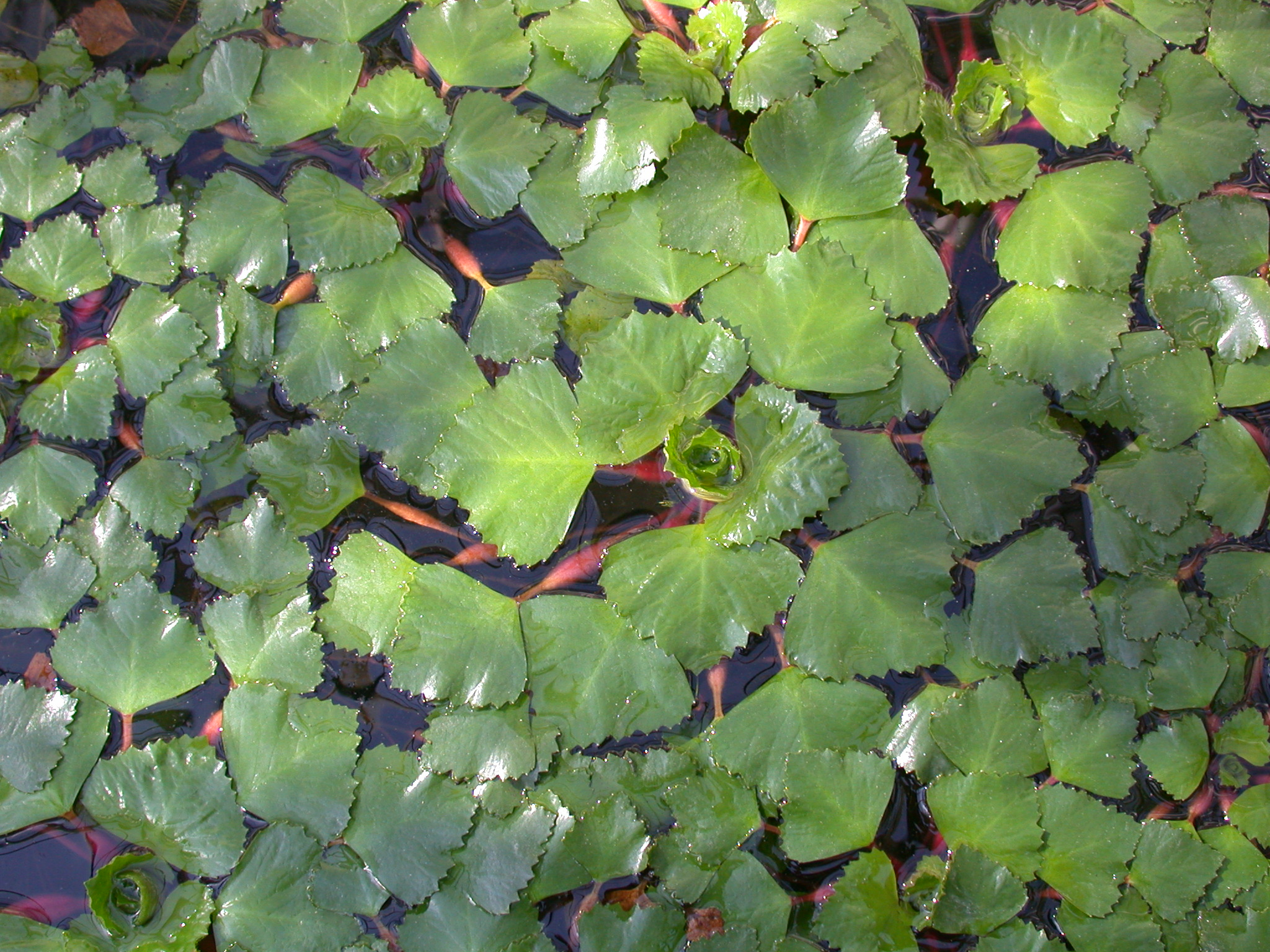
Sulyom
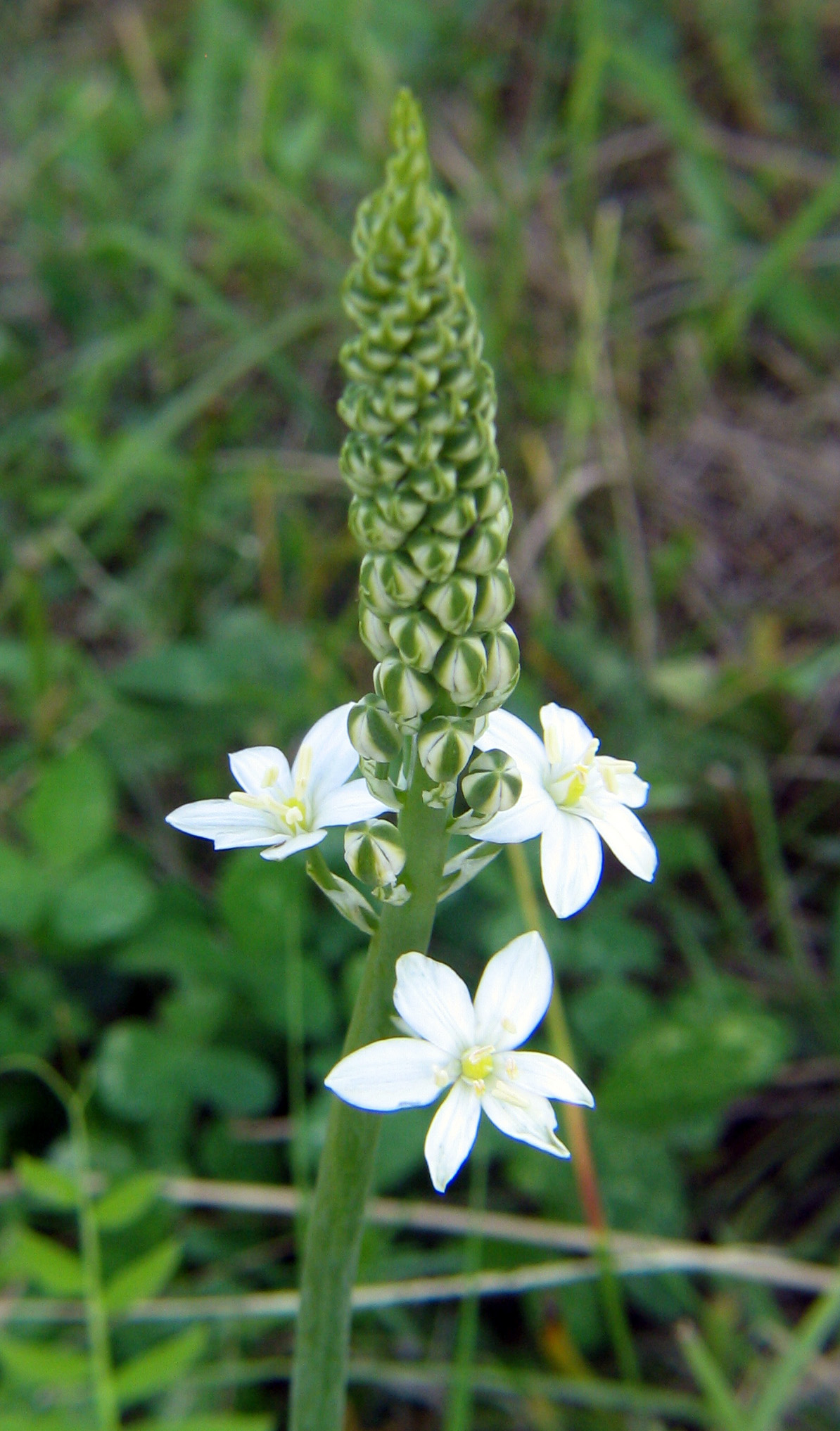
Nyúlánk sárma (Ornithogalum pyramidale)
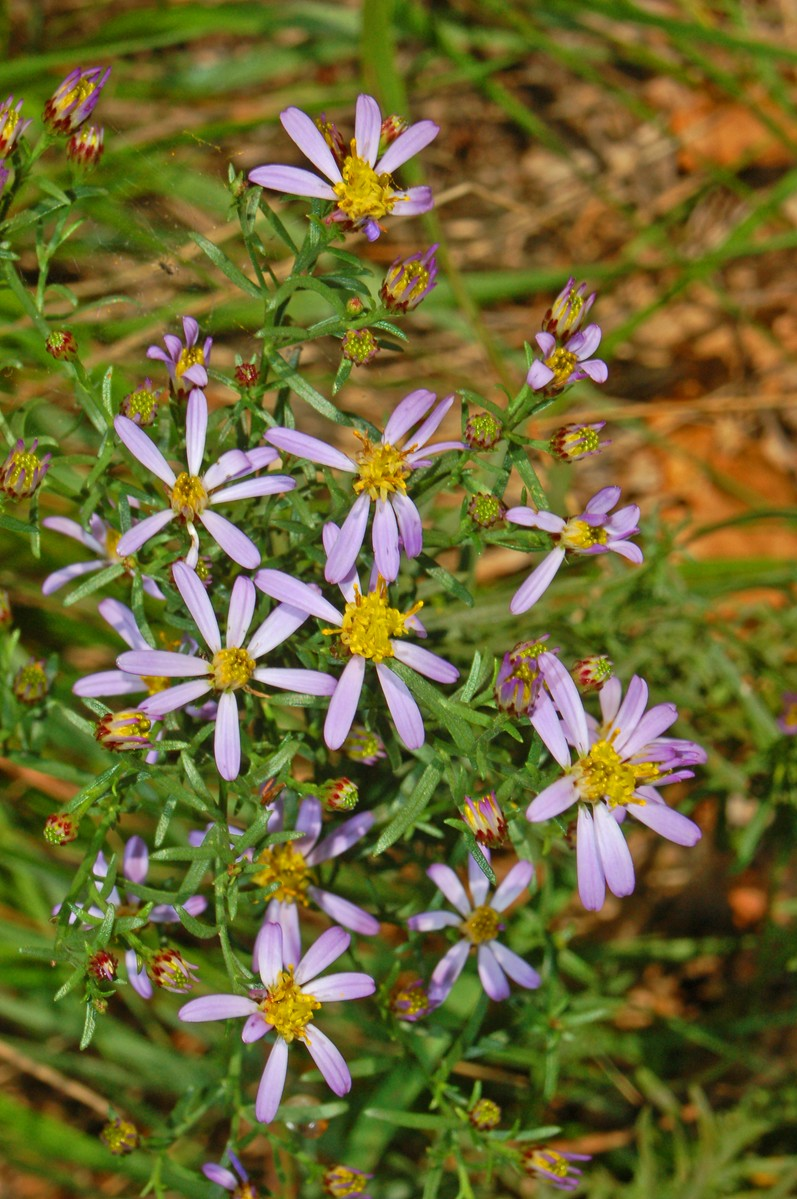
Réti őszirózsa

A holtág napos helyein gyakran találkozni mocsári teknőssel, a víz szegélye a vízityúk és a szárcsa, a nádasok a bölömbika (Botaurus stellaris),  és a barna rétihéja élőhelyei.  
A közeli Fáspusztáról a Mágor-pusztára járnak át táplálékot keresve a szürkegémek (Ardea cinerea), bakcsók (Nycticorax nycticorax) és a kis kócsagok (Egretta garzetta). A magas füvesekben költ a haris (Crex crex) és a fürj (Coturnix coturnix). A pusztás részeket időnként a Dévaványa közelében élő túzok populáció (Otis tarda) egyedei is dürgőhelyül választják.

## Mágor-pusztai régészeti feltáróhely
Az alig kiemelkedő kunhalom gyomrában ötezer éves leletek tekinthetők meg: egy szentély istennő szoborral, koporsó, tálkák, edénytöredékek. 
A kiállítóteremben, amelyet az 1810–1812-ben épített Wenckheim-féle borospincében rendeztek be, nyomon követhető a hely későbbi történelme is. A kunhalom melletti dombon a 11. században a Vatától származó Csolt nemzetség épített pusztatemplomot, amelyet a kereszténység felvétele miatt kirobbant harcokban leromboltak. A következő évszázadban azonban bencés pusztatemplomot építettek a helyébe.
A kettős domb területén 1968 és 1988 közt Juhász Irén vezetésével folytak ásatások, amelyek újkőkori, rézkori, bronzkori és Árpád-kori leleteket hoztak napvilágra.
Itt létesült a Vésztő-Mágor Történelmi Emlékhely, mely a kormány 1543/2012 (XII.4.) számú határozatában közzétett döntése szerint a Magyar Nemzeti Múzeum szervezetében folytatja korábbi tevékenységét.
A Mágor-halom közelében parkot alakítottak ki az Alföldhöz kötődő népi magyar írók és költők szobrainak. A szoborparkban megtalálható Németh László, Szabó Pál, Féja Géza, Veres Péter, Sinka István, Kovács Imre mellszobra.